# Héraion de Pérachora
L'Héraion de Pérachora (en grec moderne : Ηραίον Περαχώρας) est un sanctuaire grec antique dédié à la déesse Héra. Il est situé à environ 14 km au nord-ouest de Corinthe, et à 75 km à l'ouest d'Athènes, dans une crique du golfe de Corinthe, au bout du cap Perachóra. 

## Histoire
Bien que l'on ne sache pas très bien si le sanctuaire était placé sous le contrôle de Corinthe, Mégare ou Argos, l'hypothèse la plus probable serait qu'il ait été sous le contrôle de Corinthe, le site faisant face au port de la cité. Le culte d'Héra s'y serait perpétué du IXe siècle av. J.-C. à -146 et aurait pris fin avec le sac de Corinthe par le général romain Lucius Mummius Achaicus. Au cours de la période romaine, des bâtiments à but non religieux furent construits, indiquant que le site ne devait plus être alors un lieu de culte.

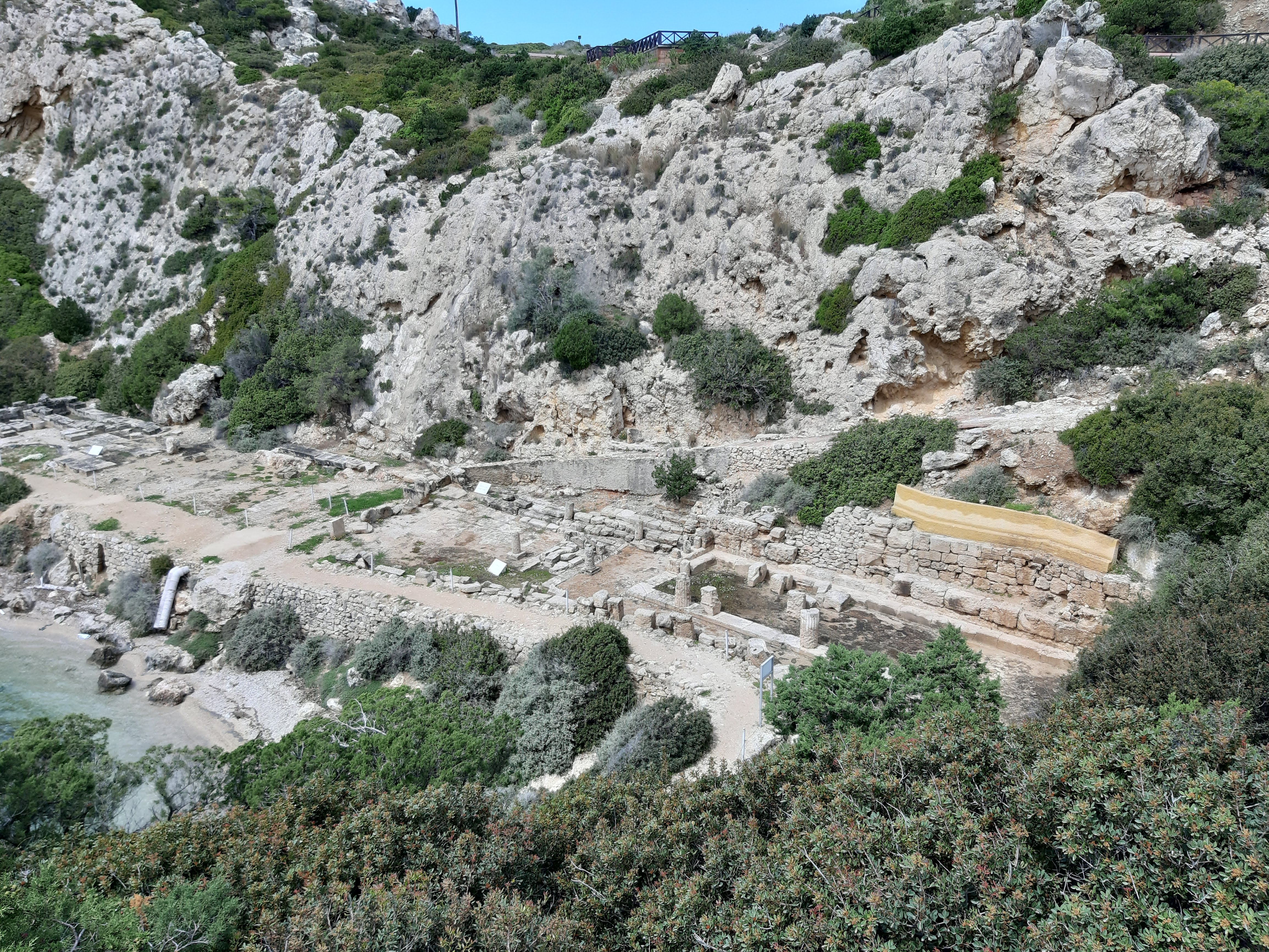
Ensemble des fouilles.

## Site archéologique
Les fouilles britanniques dirigées par Humfry Payne (en) de 1930 à 1933 ont révélé la présence d'un temple dédié à Héra, ainsi que les restes d'une stoa et de ce qui semble être un second temple.
Le temple d'Héra Akraia a remplacé au VIe siècle av. J.-C. un temple d'époque géométrique. Plus au sud se trouvait l'agora du Ve siècle av. J.-C., à l'emplacement de laquelle s'est installée une maison romaine du IIe siècle.
À l'est a été creusée une grande citerne hellénistique à abside (vers le IVe siècle av. J.-C.) dont le plafond était soutenu par des piliers encore en place.
Encore plus à l'est s'étendent les fondations probables du petit temple d'Héra Liménia, de 9,50 × 5,50 m. Près de lui a été découvert, alimenté par des canalisations encore visibles, un bassin sacré qui contenait plus de 200 phiales, peut-être liées à des pratiques rituelles de divination. Une fosse de sacrifices d'1,40 m portait des inscriptions votives du VIIe siècle av. J.-C..

Plan du site archéologique : 1. Cour ouest. 2. Maison romaine. 3. Structure à abside. 4. Temple d'Héra Akraia. 5. Autel. 6. Stoa en L. 7. Citerne à abside. 8. Salles à manger. 9. Canalisations. 10. Bassin sacré. 11. Temple d'Héra Liménia. 12. Murs. 13. Jetée moderne. 14. Chapelle moderne. 15. Sentier moderne.

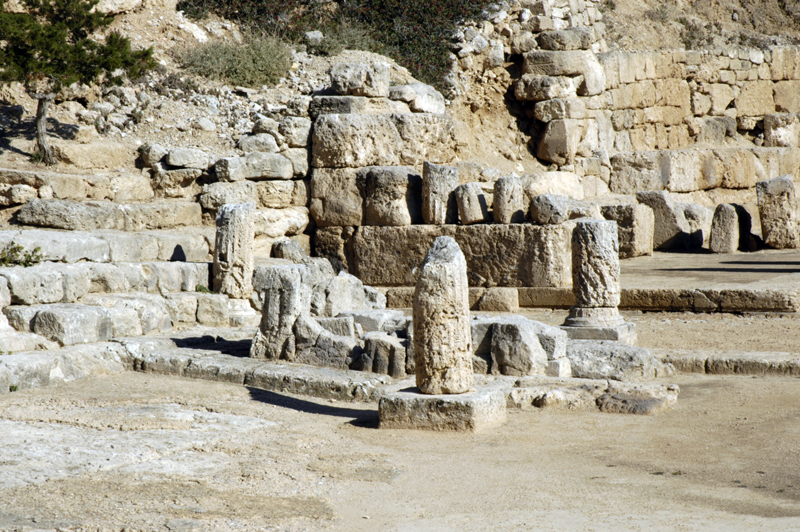
Autel (5), stoa (6).
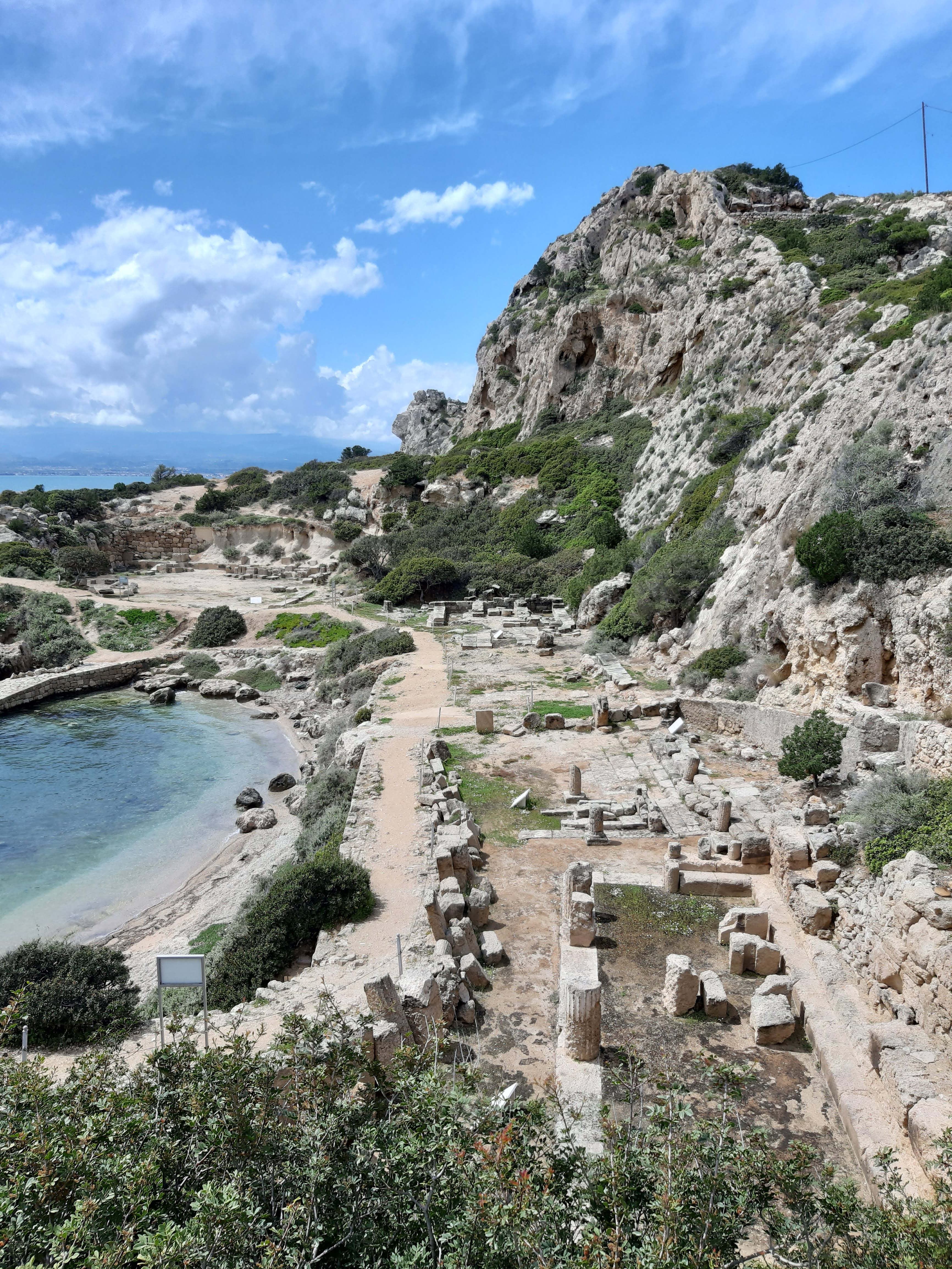
Stoa (6), temple d'Héra Acraia (4).
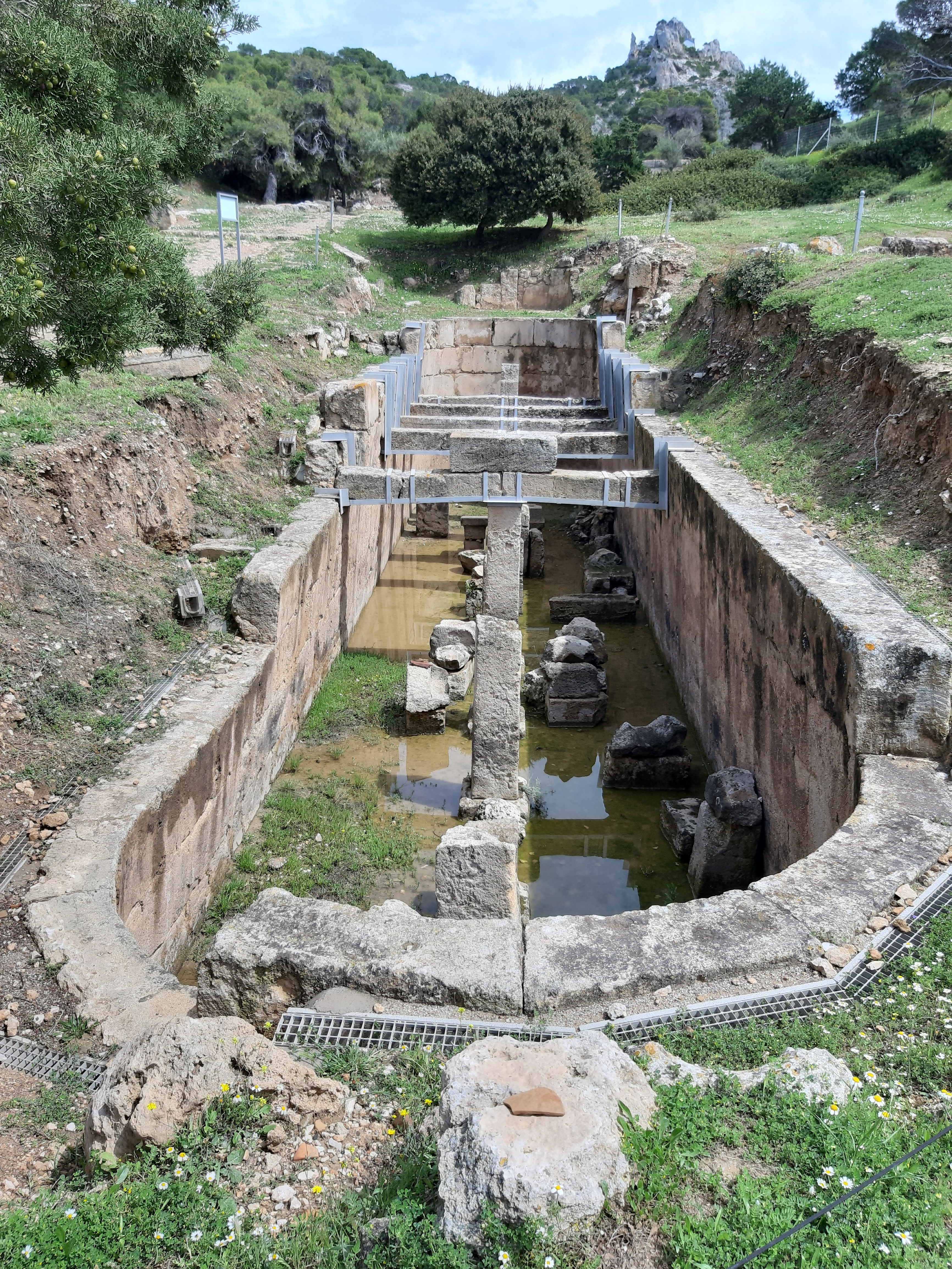
Citerne (7).

## Sources
1. ↑  Blue Guide, Greece, A & C Black, Londres, 1988, p. 280.
2. ↑  Édouard Will, Sur la nature de la mantique pratiquée à l'Héraion de Pérachora
3. ↑  Guide bleu, Grèce, Hachette, 1967, p. 460.